# ドイチェ・フースバルマイスターシャフト1929-1930
ドイチェ・フースバルマイスターシャフト 1929-1930 はドイツサッカー協会によって開催された第23回目のクラブチーム全国大会である。ヘルタBSCが初優勝し、1回目のドイチャー・フースバルマイスターの座に就いた。

## 概要
五年連続で決勝進出を果たしたヘルタBSCが、ついに悲願の初優勝を遂げ、首都ベルリンに19年ぶりにドイツ王座が戻ってきた。シルバーコレクターと化していたヘルタは、久々に決勝に進出したホルシュタイン・キールに開始わずか10分間で2点を先行され、今回もやはり準優勝かと思われた。だがそこからは白熱したシーソーゲームとなり、ドイツサッカー史に残る点の取り合いの末、ヘルタが5－4で逆転勝ちした。会場の雰囲気はヘルタにとって完全アウェーであり、優勝後も帰りのバスに物が投げつけられた。
そのキールが属する北部のノルトドイチェ・フースバルマイスターシャフト1929-1930では、DM常連のハンブルガーSVが出場権を逃すという番狂わせがあった。1次リーグのオーバリーガ＝グロース・ハンブルクを一位通過したHSVは、さらに決勝ラウンド一回戦・準々決勝と勝ち抜いて決勝リーグに到達したが、そこで4チーム中の最下位に沈み、出場圏内の2位以内に入れなかった。
労働者体操・スポーツ協会ではTSVニュルンベルク＝オストが初優勝。ドイツ体操団体が最後のドイチェ・マイスターシャフトを開催し、クルップシェTGエッセンが優勝した。また、この加盟クラブはすべてDFBに移籍した。ドイツ青年活力は全国大会を開催しなかった。

## 出場クラブ[2]
| クラブ                                | 出場資格                                                            |
| VfBケーニヒスベルク                   | バルティッシェ・フースバルマイスターシャフト1929-1930優勝           |
| FCティタニア・シュテッティン          | バルティッシェ・フースバルマイスターシャフト1929-1930準優勝         |
| ボイテナーSuSV                        | ズュートオストドイチェ・フースバルマイスターシャフト1929-1930優勝   |
| フェアアイニヒテ・ブレスラオアーSpfr. | ズュートオストドイチェ・フースバルマイスターシャフト1929-1930準優勝 |
| ヘルタBSC                             | ベルリナー・フースバルマイスターシャフト1929-1930優勝               |
| テニス・ボルシア・ベルリン            | ベルリナー・フースバルマイスターシャフト1929-1930準優勝             |
| ドレスナーSC                          | ミッテルドイチェ・フースバルマイスターシャフト1929-1930優勝         |
| VfBライプツィヒ (1893年)              | ミッテルドイチャー・ポカール1929-1930優勝                           |
| ホルシュタイン・キール                | ノルトドイチェ・フースバルマイスターシャフト1929-1930優勝           |
| SVアルミニア・ハノーファー            | ノルトドイチェ・フースバルマイスターシャフト1929-1930準優勝         |
| FCシャルケ04                          | ヴェストドイチェ・フースバルマイスターシャフト1929-1930優勝         |
| VfLベンラート                         | ヴェストドイチェ・フースバルマイスターシャフト1929-1930準優勝       |
| SpVggシュルツ07                       | ヴェストドイチェ第三代表決定プレーオフ勝者                          |
| アイントラハト・フランクフルト        | ズュートドイチェ・フースバルマイスターシャフト1929-1930優勝         |
| SpVggフュルト                         | ズュートドイチェ・フースバルマイスターシャフト1929-1930準優勝       |
| 1.FCニュルンベルク                    | ズュートドイチェ第三代表決定プレーオフ勝者                          |

## ラウンドオブ16
開催日：1930年5月18日

会場：シュポルトパルク・グリューナイヒェ (ブレスラウ)、シュタディオン・アン・デア・カストロパー・シュトラーセ (ボーフム)、シュタディオン・アム・リーダーヴァルト (フランクフルト・アム・マイン)、ポストシュタディオン (ベルリン)、ツァボ (ニュルンベルク)、シュポルトプラッツ・ホーエルフト (ハンブルク)、シュターディオン・アム・ツォー (ハレ・アン・デア・ザーレ)、リヒャルト=リンデマン=シュポルトプラッツ (シュテティーン)
| チーム #1                             | スコア | チーム #2                  |
| ------------------------------------- | ------ | -------------------------- |
| ドレスデナーSC                        | 8–1    | VfBケーニヒスベルク        |
| アイントラハト・フランクフルト        | 1–0    | VfLベンラート              |
| FCシャルケ04                          | 6–2    | SVアルミニア・ハノーファー |
| ヘルタBSC                             | 3–2    | ボイテナーSuSV             |
| ホルシュタイン・キール                | 4–3    | VfBライプツィヒ (1893年)   |
| フェアアイニヒテ・ブレスラオアーSpfr. | 0–7    | 1.FCニュルンベルク         |
| SpVggフュルト                         | 4–1    | テニス・ボルシア・ベルリン |
| FCティタニア・シュテッティン          | 2–4    | SpVggシュルツ07            |

## 準々決勝
開催日：1930年6月1日

会場：ロンホーフ (フュルト)、プロイセン・シュタディオン (ベルリン)、ドレスデナー・カンプフバーン (ドレスデン)、ミュンガースドルファー・シュタディオン (ケルン)
| チーム #1              | スコア | チーム #2                      |
| ---------------------- | ------ | ------------------------------ |
| ドレスナーSC           | 5–4    | SpVggフュルト                  |
| 1.FCニュルンベルク     | 6–2    | FCシャルケ04                   |
| ホルシュタイン・キール | 4–2    | アイントラハト・フランクフルト |
| SpVggシュルツ07        | 1–1    | ヘルタBSC                      |

### 再試合
開催日：6月9日

会場：ポストシュタディオン
| チーム #1 | スコア | チーム #2       |
| --------- | ------ | --------------- |
| ヘルタBSC | 8–1    | SpVggシュルツ07 |

## 準決勝
開催日：1930年6月15日

会場：プロープスタイダー・シュタディオン (ライプツィヒ)、ヴェダオシュタディオン (デュイスブルク)
| チーム #1              | スコア | チーム #2          |
| ---------------------- | ------ | ------------------ |
| ヘルタBSC              | 6–3    | 1.FCニュルンベルク |
| ホルシュタイン・キール | 2–0    | ドレスデナーSC     |

## 決勝
| ヘルタBSC                                                                 | 5 - 4    | ホルシュタイン・キール                                                  |
| ------------------------------------------------------------------------- | -------- | ----------------------------------------------------------------------- |
| ゾベク 22分 · ゾベク 26分 · レーマン · 36分 · レーマン 68分 · ルーフ 87分 | レポート | ヴィートマイアー 4分 · リッター 8分 · ルートヴィヒ 29分 · リッター 82分 |

| ヘルタBSC |  |                                                     |  |
|           |  |                                                     |  |
| GK        |  | パウル・ゲールハール                                |  |
| DF        |  | ヴィリ・フェルカー                                  |  |
| DF        |  | ルドルフ・ヴィルヘルム (1905年生まれのサッカー選手) |  |
| MF        |  | オットー・ロイシュナー                              |  |
| MF        |  | エアンスト・ミュラー (サッカー選手)                 |  |
| MF        |  | ヘアバート・ラデッケ                                |  |
| FW        |  | ハンス・ルーフ                                      |  |
| FW        |  | ヨハネス・ゾベク                                    |  |
| FW        |  | ブルーノ・レーマン                                  |  |
| FW        |  | ヴィリ・キアザイ                                    |  |
| FW        |  | ヘアマン・ハーン (1908年生まれのサッカー選手)       |  |
| 監督:     |  |                                                     |  |
|           |  |                                                     |  |

| ホルシュタイン・キール |  |                                         |  |
|                        |  |                                         |  |
| GK                     |  | アルフレート・クラーマー (サッカー選手) |  |
| DF                     |  | テオドーア・ラーガークヴィスト          |  |
| DF                     |  | ヨーゼフ・ツィマーマン (サッカー選手)   |  |
| MF                     |  | クリスティアン・バーシュ                |  |
| MF                     |  | オスカー・オーム                        |  |
| MF                     |  | ヴァルデマ－・リュプケ (サッカー選手)   |  |
| FW                     |  | クアト・フォス (サッカー選手)           |  |
| FW                     |  | オスカー・リッター                      |  |
| FW                     |  | ヨハネス・ルートヴィヒ (サッカー選手)   |  |
| FW                     |  | ヴェアナー・ヴィートマイアー            |  |
| FW                     |  | フランツ・エッサー (サッカー選手)       |  |
| 監督                   |  |                                         |  |
| カール・ハインライン   |  |                                         |  |

|  |

## 得点ランキング[6]
| 選手 | 選手                                  | クラブ                 | 試合数 | 得点数 |
| ---- | ------------------------------------- | ---------------------- | ------ | ------ |
| 1.   | ヨーゼフ・シュミット (サッカー選手)   | 1. FCニュルンベルク    | 3      | 7      |
| 2.   | ヴィリ・キーアザイ                    | ヘルタBSC              | 5      | 6      |
| 3.   | ヴェアナー・ヴィートマイアー          | ホルシュタイン・キール | 4      | 5      |
| 4.   | アンドレアス・フランツ (サッカー選手) | 1. FCニュルンベルク    | 2      | 4      |
| 4.   | ヨーゼフ・ホーナウアー                | 1. FCニュルンベルク    | 2      | 4      |